# Imperial (Londen)
Imperial is een historisch merk van motorfietsen.
De bedrijfsnaam was: Imperial Motor Company, Londen.
Dit was een in 1901 opgericht Engels merk dat 3½ pk Coronet-blokken inbouwde en al een soort schijfrem toepaste. Imperial bouwde ook de motorfietsen die onder de merknaam PDC werden verkocht. Het bedrijf sloot de poorten rond 1910.